# Пшечно (Куявсько-Поморське воєводство)
Пшечно (пол. Przeczno) — село в Польщі, у гміні Луб'янка Торунського повіту Куявсько-Поморського воєводства.
Населення — 276 осіб (2011).
У 1975-1998 роках село належало до Торунського воєводства.

## Демографія
Демографічна структура станом на 31 березня 2011 року:
|          | Загалом | Допрацездатний вік | Працездатний вік | Постпрацездатний вік |
| -------- | ------- | ------------------ | ---------------- | -------------------- |
| Чоловіки | 138     | 36                 | 88               | 14                   |
| Жінки    | 138     | 26                 | 75               | 37                   |
| Разом    | 276     | 62                 | 163              | 51                   |